# Lijst van rivieren in de Ardennen
Hieronder staat een lijst van rivieren in de Ardennen.
Een van de kenmerken van deze rivieren is dat ze allemaal geheel of gedeeltelijk door België stromen. Verder behoren ze tot het stroomgebied van óf de Maas (de meeste) óf de Rijn; de grens hiertussen ligt in het oostelijk deel van de Ardennen.
Deze lijst is niet volledig.
- Aisne
- Almache
- Amblève (Amel)
- Anlier
- Aulnois
- Bayehon
- Bel
- Berwijn (Berwi(n)ne)
- Biesmelle
- Bocq
- Bolland
- Chabot
- Chefna
- Chiers
- Cottesserbeek
- Crusnes
- Eau Blanche
- Eau d'Heure
- Eau Noire
- Eau Rouge
- Geul (Gueule)
- Gulp (Gulpe)
- Hantes
- Haze
- Hoëgne
- Holzwarche
- Hoyoux
- Lesse
- Lhomme
- Lienne
- Loison
- Maas (Meuse)
- Marche
- Masblette
- Mellier
- Néblon
- Ninglinspo
- Oehl
- Oise
- Othain
- Our (Lesse)
- Our (Sûre)
- Ourthe
- Rechterbach
- Roannay
- Roer (Rur)
- Rotsiefbach
- Rubicon
- Ruisseau d'Asse
- Rulles
- Salm
- Samber (Sambre)
- Semois
- Surbach
- Sûre/Sauer
- Syrbach
- Thonne
- Ton
- Tüljebach
- Vesder (Vesdre/Weser)
- Vierre
- Viroin
- Voer (Fouron)
- Wamme
- Warche
- Warchenne
- Wimbe